# فيليبو أمبروزيني
فيليبو أمبروزيني (بالإيطالية: Filippo Ambrosini)‏ هو متزلج فني إيطالي، ولد في 26 أبريل 1993 في أسياغو في إيطاليا.

## وصلات خارجية
- فيليبو أمبروزيني على موقع الاتحاد الدولي للتزلج (الإنجليزية)
- فيليبو أمبروزيني على موقع الاتحاد الدولي للتزلج (الإنجليزية)
- فيليبو أمبروزيني على موقع الاتحاد الدولي للتزلج (الإنجليزية)
- فيليبو أمبروزيني على موقع الاتحاد الدولي للتزلج (الإنجليزية)
- فيليبو أمبروزيني على موقع اللجنة الأولمبية الدولية (الإنجليزية)
- فيليبو أمبروزيني على موقع أوليمبيديا (الإنجليزية)